# Marcos Abrão
Marcos Abrão Roriz Soares de Carvalho (Goiânia, 15 de fevereiro de 1971) é um político brasileiro, economista, ex-deputado federal e presidente do Partido Popular Socialista (PPS) em Goiás. Foi eleito pela primeira vez em 2015, com 92.347 votos em 244 cidades goianas. De 2003 a 2007, presidiu a Agência Goiana de Desenvolvimento Industrial (Goiás Industrial) e de 2011 a 2013 foi presidente da Agência Goiana de Habitação (Agehab). Em 3 de maio de 2016, foi eleito presidente da Comissão de Integração Nacional, Desenvolvimento Regional e da Amazônia (Cindra) da Câmara dos Deputados, por unanimidade pelos membros do colegiado. Foi também membro titular da Comissão de Desenvolvimento Urbano da Câmara.

## Vida Pessoal
É sobrinho da ex-senadora Lúcia Vânia, de quem foi assessor.

## Carreira
Como presidente da Goiás Industrial, criou galpões de confecções em 28 municípios goianos e viabilizou a implantação de cerca de 200 empresas no Distrito Agroindustrial de Anápolis (DAIA).
Durante a presidência da Agehab, Marcos Abrão transformou o Cheque Moradia em Cheque Mais Moradia, ampliando o benefício com recursos do programa Minha Casa, Minha Vida, ação que baseou a criação do cheque-reforma do governo federal.
Criou também o Casa Legal, maior programa de regularização fundiária do país, responsável pela entrega gratuita de mais de 48 mil escrituras. Ao longo de sua gestão, foram contratadas e construídas mais de 56 mil casas populares.
Assumiu a presidência do PPS Goiás em 2013, viabilizando um crescimento de mais de 200% nos quadros do partido no estado.
Foi eleito deputado federal em 2014 para a 55.ª legislatura (2015-2019) pelo PPS. Em quatro anos de mandato, destinou mais de 35 milhões em emendas parlamentares para municípios goianos, com foco em saúde e desenvolvimento urbano. Em 2018, disputou a reeleição, obtendo 50.909 votos (1,68% dos votos válidos), mas não se reelegeu.

## Projetos de lei
PL 2098/2015 - Concede 20% de desconto a professores e profissionais do magistério na compra de livros, materiais didáticos e periódicos relativos à função profissional.
PL 1373/2015 – Amplia a licença-maternidade para mães de bebês prematuros, acrescentando aos 120 dias já previstos pela legislação os dias anteriores à 37ª semana de gestação.
PL 3446/2015 - Estabelece que os Fundos Constitucionais de Financiamento do Norte, Nordeste e Centro-Oeste apliquem, no mínimo, 20% da totalidade de seus recursos em atividades de pequenos e micro-produtores rurais e pequenas e microempresas.
PL 2049/2015 - Institui o selo Pró-Água, para certificar eletrodomésticos e aparelhos sanitários com uso eficiente de água, como forma de conscientizar a população sobre o uso da água e incentivar empresas e marcas a adotarem uma produção de equipamentos mais econômicos.
PL 1716/2015 - Proíbe ligações e mensagens de telemarketing sem a prévia autorização do consumidor.

## Posicionamentos
Votou a favor do processo de impeachment de Dilma Rousseff. Posteriormente, foi favorável à PEC do Teto dos Gastos Públicos. Em abril de 2017, votou a favor da reforma trabalhista. Também em 2017, votou por duas vezes a favor do processo em que se pedia abertura de investigação do então presidente Michel Temer.